# Hartz IV

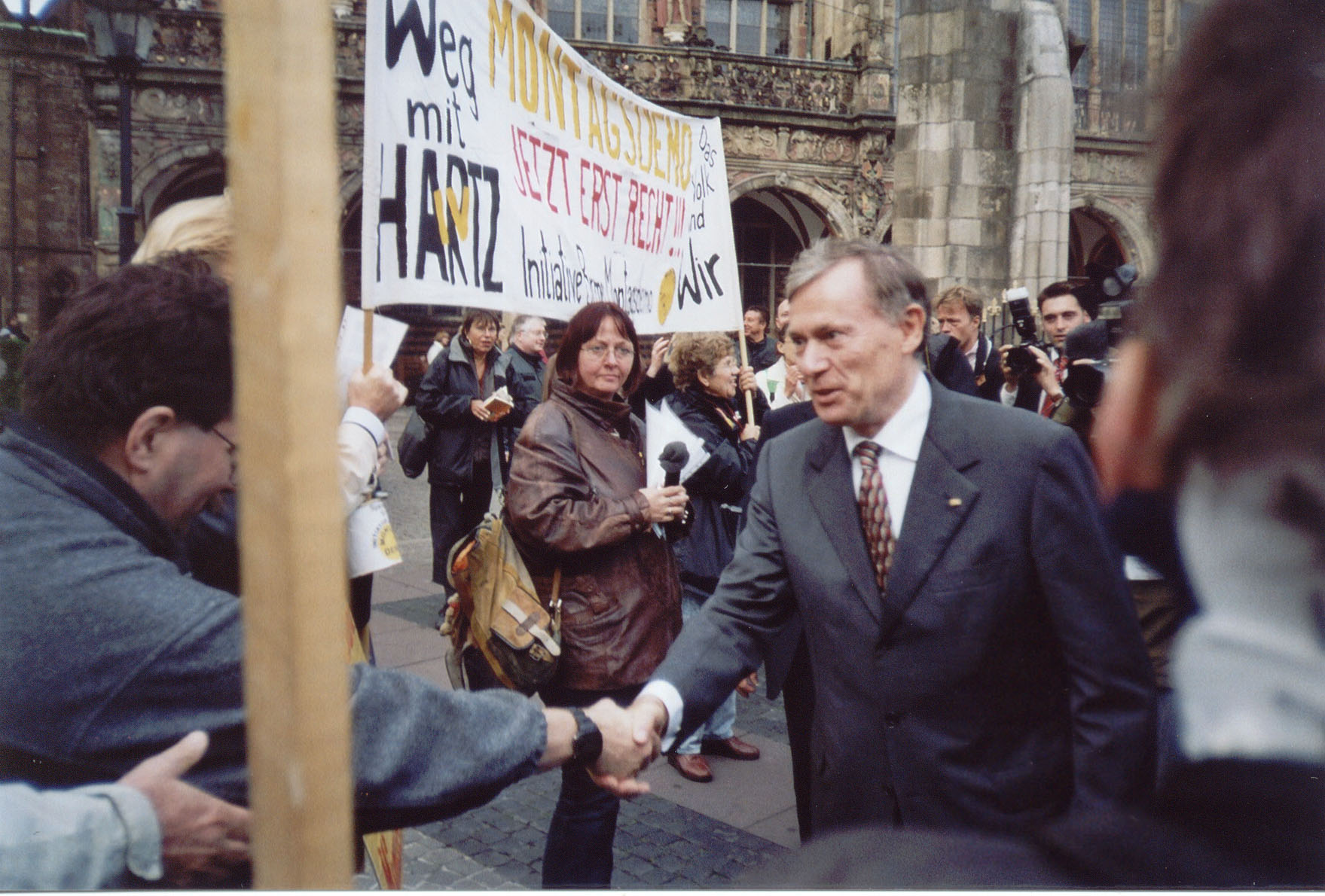
I september 2007 hälsar president Horst Köhler på en grupp Hartz IV-demonstranter under deras fana "Ned med Hartz IV".

Hartz IV är ett tyskt reformpaket infört av Gerhard Schröders rödgröna regering 2005. Reformerna, som blivit hårt kritiserade, medförde bland annat en förkortning av maxtiden med a-kassa, sänkt försörjningsstöd samt allmänt ökade krav på arbetslösa. Hartz IV var den fjärde delen i ett större reformpaket var första två delar sattes i verket 1 januari 2003 och fortsatte med Hartz III den 1 januari 2004. Reformerna uppkallades efter Peter Hartz, ordförande för kommittén som lanserade dem.

## Kommissionen

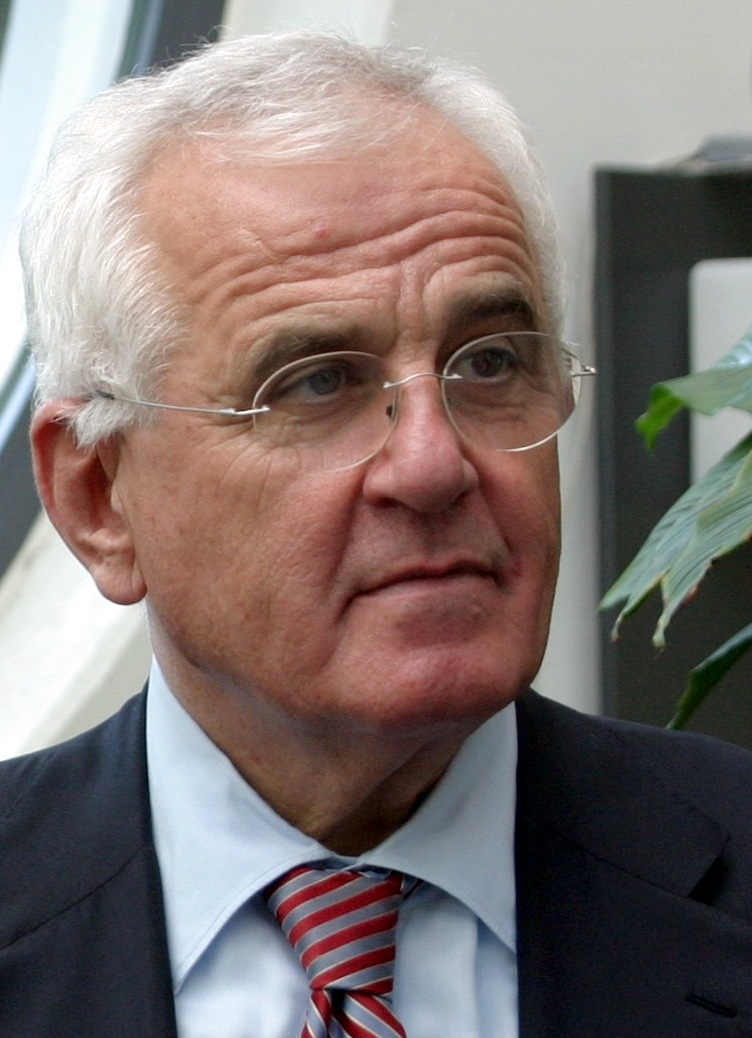
Peter Hartz 2005.

Mot bakgrund av en hög och till synes permanent arbetslöshet tillsatte den federala regeringen den 22 februari 2002 en kommitté med uppgift att ta fram förslag om hur arbetsmarknadspolitiken skulle förbättras. Hartz, som ledde kommittén, var personaldirektör på Volkswagen-koncernen och god vän med Gerhard Schröder. Man gjorde 13 rekommendationer och utifrån dessa utformades reformerna.
Avsikten med Hartz IV, den sista delen i reformpaketet, var att de arbetslösa skulle få så bra hjälp som möjligt med att komma ut på arbetsmarknaden igen. Arbetsförmedlingen och de sociala myndigheterna slogs ihop för att den arbetslöse skulle slippa gå till det ena stället för att få pengar och det andra stället för att få hjälp att söka jobb. Förutom detta ingick dock flera kontroversiella punkter, inte minst att a-kassetiden förkortades till ett år för alla som inte fyllt femtio. Därefter skulle långtidsarbetslösa få samma låga ersättning som dem som aldrig arbetat.

## Historik
- 2002 tillsattes kommittén under ledning av Peter Hartz.
- 2003 den 1 januari infördes Hartz I och Hartz II.
- 2004 den 1 januari infördes Hartz III. I delstatsvalen under hösten 2004 gick de högerextrema partierna NDP och DVU starkt framåt. NDP fick nio procent av rösterna i Sachsen och DVU fick drygt sex procent i Brandenburg. Det postkommunistiska PDS gick också starkt framåt och fick 28 procent i Brandenburg och 23 procent i Sachsen. Valets stora förlorare blev Schröders socialdemokratiska SPD och det konservativa CDU. Valresultatet tolkades som en missnöjesreaktion mot Hartz-reformerna.[3]
- 2005 den 1 januari infördes Hartz IV.
- 2010 meddelade författningsdomstolen att Hartz IV var författningsvidrig på grund av alltför låga ersättningsnivåer, och att den måste omarbetas före årets slut om den skulle kunna fortsätta att gälla.[2]

## Kritik
Hartz IV har debatterats livligt ända sedan reformpaketet infördes och kritiken har varit omfattande. Målet att minska arbetslösheten har inte uppnåtts. Samtidigt som arbetslösheten har sjunkit från 5,2 miljoner till 3,6 miljoner har av dessa 1,6 miljoner enbart 9% gått från arbetslöshet till heltidssysselsättning. Däremot har en stor Hartz IV-industri uppstått, finansierad av de pengar som regeringen satsat på reformen. 2011 publicerade OECD en studie som visade att ojämlikheten ökat snabbare än i de flesta andra EU-länder sedan Hartz-reformerna infördes.